# Rajdowe Mistrzostwa Włoch 2014
Ten artykuł dotyczy sezonu 2014 Rajdowych Samochodowych Mistrzostw Włoch (Campionato Italiano Rally), pięćdziesiątej trzeciej edycji tej serii.
Mistrzostwo Włoch w sezonie 2014 wywalczyła załoga Paolo Andreucci i Anna Andreussi, startująca Peugeotem 208 T16, w zespole Racing Lions SRL. Załoga ta zdobyła 90 punktów. Wyprzedziła ona Giandomenica Basso i Mitię Dottę (Ford Fiesta R5 LPG w barwach teamu BRC Racing Team) o 2 punkty i Umberta Scandolę i Guida D’Amore (Škoda Fabia S2000 w barwach teamu Škoda Motorsport Italia) o 6 punktów.
Mistrzostwa Włoch w sezonie 2014 składały się z ośmiu eliminacji, pięciu asfaltowych oraz trzech szutrowych. W czterech z nich triumfował Paolo Andreucci, w dwóch Giandomenico Basso i Umberto Scandola. W mistrzostwach obowiązywała punktacja 15-12-10-8-6-4-3-2-1.

## Kalendarz
| Runda | Data          | Rajd                                                    | Baza                                      | Nawierzchnia | Zwycięzca          |
| ----- | ------------- | ------------------------------------------------------- | ----------------------------------------- | ------------ | ------------------ |
| 1     | 14.03 – 16.03 | 37. Rally il Ciocco e Valle del Serchio 2014            | Castelnuovo Garfagnana                    | asfalt       | Giandomenico Basso |
| 2     | 04.04 – 06.04 | 56. Rallye Sanremo 2014                                 | San Remo                                  | asfalt       | Umberto Scandola   |
| 3     | 09.05 – 11.05 | 98. Targa Florio - Rally Internazionale di Sicilia 2014 | Campofelice di Roccella – Termini Imerese | szuter       | Paolo Andreucci    |
| 4     | 05.06 – 07.06 | 11. Rally Italia Sardegna - National 2014               | Alghero                                   | asfalt       | Giandomenico Basso |
| 5     | 04.07 – 06.07 | 42. Rally San Marino 2014                               | San Marino                                | asfalt       | Paolo Andreucci    |
| 6     | 29.08 – 31.08 | 50. Rally del Friuli Venezia Giulia 2014                | Udine                                     | szuter       | Paolo Andreucci    |
| 7     | 20.09 – 21.09 | 21. Rally Adriatico 2014                                | Cingoli                                   | asfalt       | Umberto Scandola   |
| 8     | 10.10 – 12.10 | 32. Rally Due Valli 2014                                | Werona                                    | asfalt       | Paolo Andreucci    |

## Klasyfikacje

### Klasyfikacja generalna (pierwsza dziesiątka)
| Poz. | Kierowca             | CIO | SNR | TFL | SAR | SMR | FVG | ADR | DVA | Suma punktów |
| ---- | -------------------- | --- | --- | --- | --- | --- | --- | --- | --- | ------------ |
| 1    | Paolo Andreucci      | 3   | NU  | 1   | 3   | 1   | 1   | 3   | 1   | 90           |
| 2    | Giandomenico Basso   | 1   | NU  | 2   | 1   | 3   | 2   | 2   | 2   | 88           |
| 3    | Umberto Scandola     | 2   | 1   | 4   | 2   | 2   | 4   | 1   | 3   | 84           |
| 4    | Fabrizio Andolfi Jr. | 6   | 4   | 7   |     | 7   | 7   | 4   | 6   | 38           |
| 5    | Stefano Albertini    | 8   | NU  | 6   | 4   | 5   | 8   | NU  | 4   | 33           |
| 6    | Andrea Nucita        | NU  | 2   | 3   | 6   |     |     | 6   | NU  | 32           |
| 7    | Giacomo Scattolon    | 7   | 5   | 14  |     |     | 10  | 5   | 5   | 22           |
| 8    | Andrea Perego        | 5   | 3   | NU  | NU  |     | 5   |     |     | 22           |
| 9    | Simone Campedelli    |     |     | 5   | NU  | 4   |     |     |     | 14           |
| 10   | Rudy Michelini       | 4   | 6   | 12  |     |     | NU  |     |     | 13           |

### Klasyfikacja konstruktorów
| Poz. | Zespół     | CIO | SNR | TFL | SAR | SMR | FVG | ADR | DVA | Suma punktów |
| ---- | ---------- | --- | --- | --- | --- | --- | --- | --- | --- | ------------ |
| 1    | Peugeot    | 12  | 18  | 25  | 18  | 21  | 16  | 18  | 23  | 151          |
| 2    | Ford       | 15  |     | 18  | 15  | 18  | 12  | 12  | 12  | 102          |
| 3    | Škoda      | 12  | 15  | 8   | 12  | 12  | 8   | 15  | 10  | 92           |
| 4    | Renault    | 9   | 11  | 8   | 6   | 9   | 9   | 11  | 10  | 73           |
| 5    | Mitsubishi | 6   | 10  |     |     |     |     |     |     | 16           |
| 6    | Citroën    | 3   | 5   | 2   |     |     | 2   | 4   |     | 16           |

### Grupa N (pierwsza trójka)
System punktacji: 15-12-10-8-6-4-3-2-1
| Poz. | Kierowca        | CIO | TFL | SAR | SMR | ADR | DVA | Suma punktów |
| ---- | --------------- | --- | --- | --- | --- | --- | --- | ------------ |
| 1    | Michele Modugno | 4   |     | 4   | 3   | 3   |     | 36           |
| 2    | Mauro Trentin   |     |     | 1   | 1   |     |     | 30           |
| 3    | Rudy Barbero    |     |     | 2   | NU  | NU  | 1   | 27           |

### Junior (pierwsza trójka)
System punktacji: 15-12-10-8-6-4-3-2-1
| Poz. | Kierowca          | CIO | SNR | TFL | FVG | ADR | DVA | Suma punktów |
| ---- | ----------------- | --- | --- | --- | --- | --- | --- | ------------ |
| 1    | Giacomo Scattolon | 1   | 1   | 4   | 2   | 2   | 2   | 66           |
| 2    | Stefano Albertini | 2   | NU  | 1   | 1   | NU  | 1   | 57           |
| 3    | Luca Panzani      | 3   | 3   | 3   | 4   | 4   | 3   | 48           |

### R2 (pierwsza trójka)
System punktacji: 15-12-10-8-6-4-3-2-1
| Poz. | Kierowca          | CIO | SNR | TFL | FVG | ADR | DVA | Suma punktów |
| ---- | ----------------- | --- | --- | --- | --- | --- | --- | ------------ |
| 1    | Giacomo Scattolon | 1   | 1   | 4   | 2   | 2   | 2   | 74           |
| 2    | Stefano Albertini | 2   | NU  | 1   | 1   | NU  | 1   | 57           |
| 3    | Luca Panzani      | 3   | 3   | 3   | 4   | 4   | 3   | 56           |